# Porträt des Asensio Julià (1798)

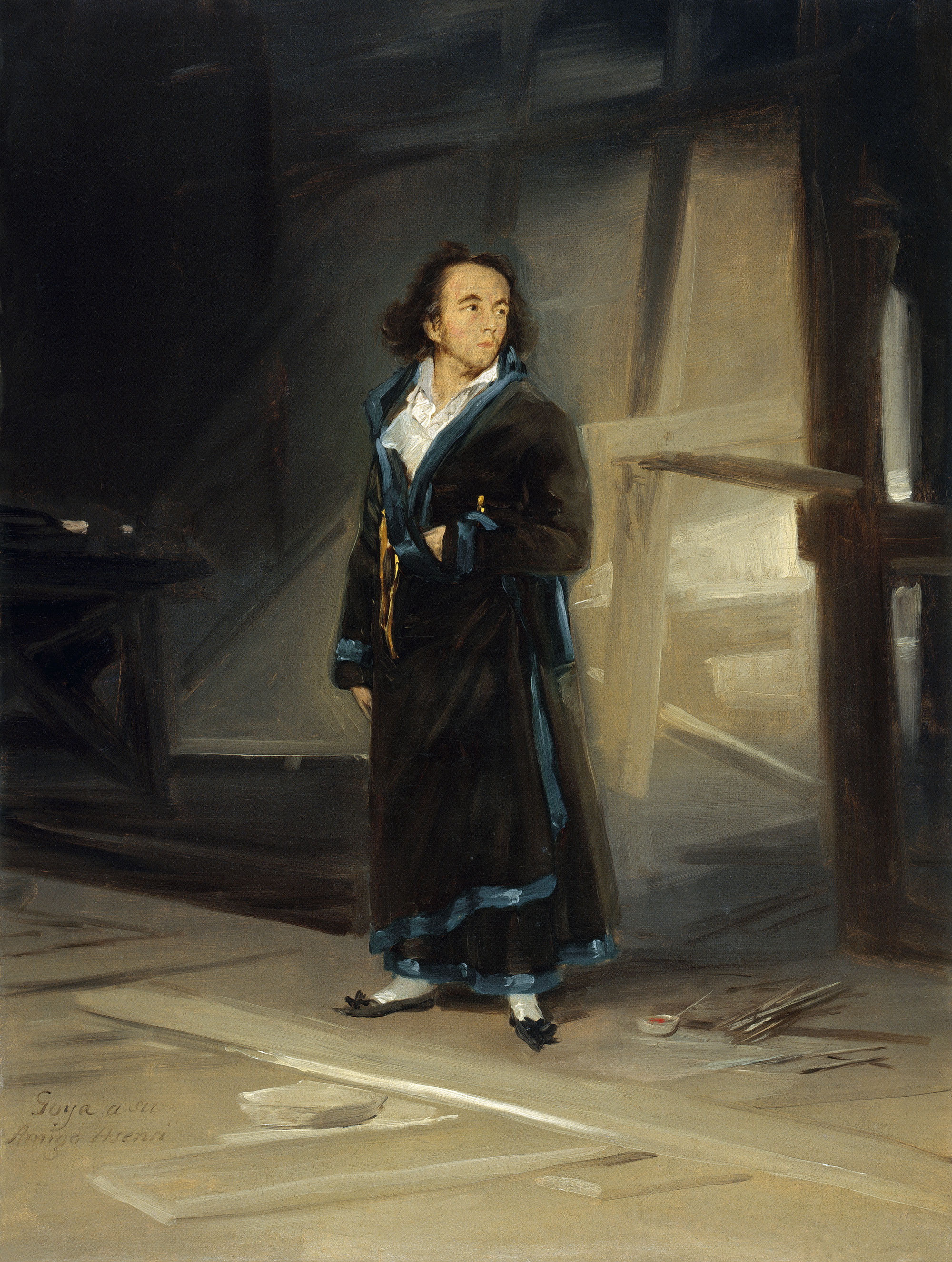
Asensio Julià, gemalt von Francisco de Goya (1798). Museo Thyssen-Bornemisza, Madrid

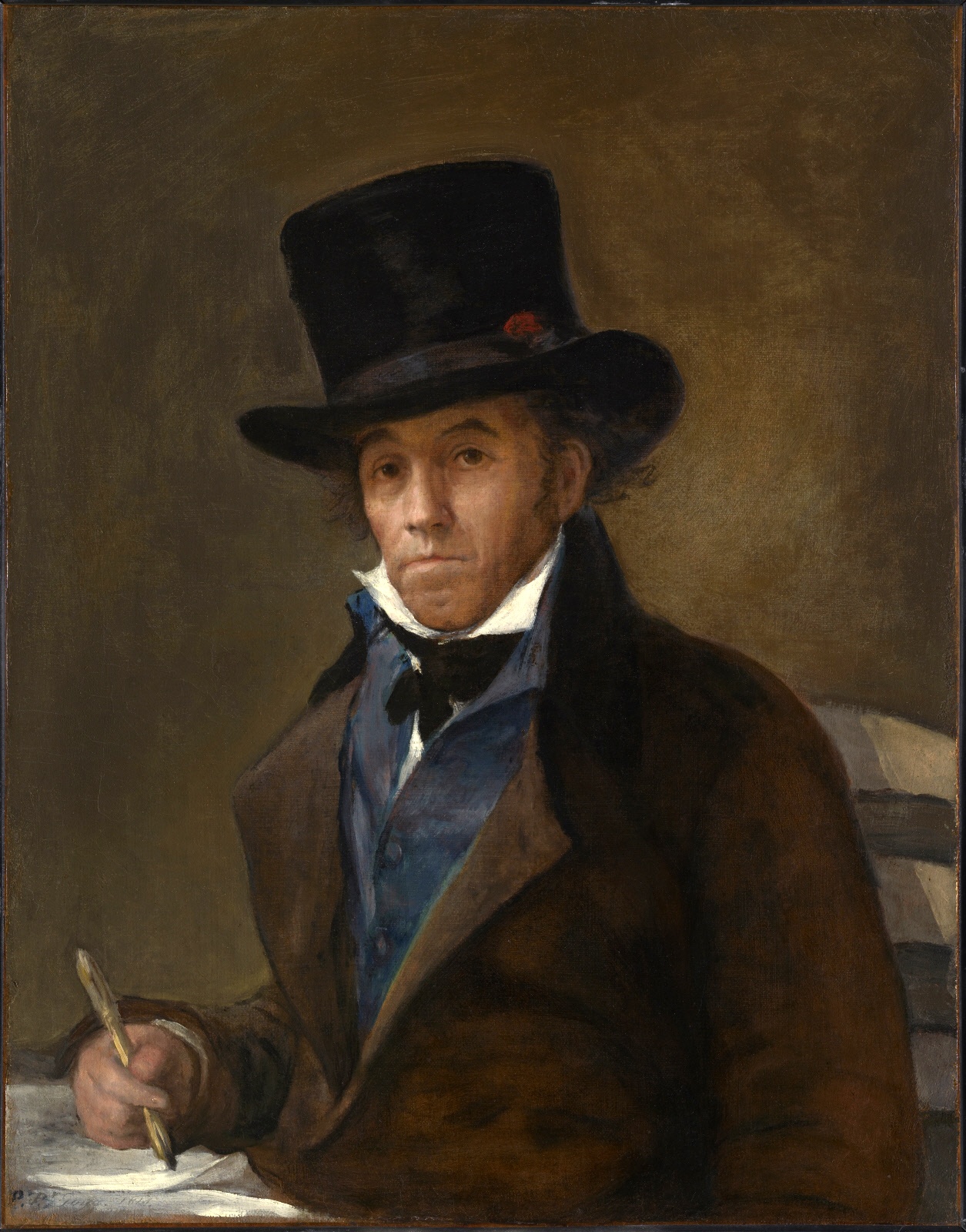
Asensio Julià, gemalt von Francisco de Goya (1814). Sterling and Francine Clark Art Institute

Porträt des Asensio Julià ist der Titel eines Gemäldes von Francisco de Goya, das wohl um 1798 entstand. 1814 malte Goya ein weiteres Porträt seines Freundes. Das Werk gehört zur Sammlung des Museo Thyssen-Bornemisza in Madrid.

## Beschreibung und Hintergrund
Das Werk hat im Hochformat die Maße 54,5 × 41 cm. Ausgeführt ist es in der Maltechnik Öl auf Leinwand, in Goyas Werkverzeichnis von José Gudiol ist es aufgeführt unter 1970, Nr. 378 [1980; Nr. 359]; bei Gassier und Wilson 1971, Nr. 681; bei De Angelis 1974, Nr. 345. Goya versah das Werk mit der Widmung Goya a su amigo Asensi (Goya seinem Freund Asensi). Diese Widmung und der Bildhintergrund, der hölzerne Gerüste und Balken zeigt, außerdem Pinsel und weitere Werkzeuge des Malerberufs auf dem Boden, lassen den Schluss zu, dass es sich bei dem Dargestellten um den aus Valencia stammenden Maler Asensio Julià (1760–1832) handelte, der Goya bei der Arbeit an der Fresken der Ermita de San Antonio de la Florida in Madrid zu der Zeit assistierte, als dieses Porträt entstand.
In der ersten Hälfte des Jahres 1798 malte Francisco de Goya die Porträts von Andrés Peral, das im Sommer dieses Jahres in der Ausstellung der Akademie gezeigt wurde, außerdem das von Gaspar Melchor de Jovellanos und eben jenes von Asensio Juliá.

## Provenienz
Provenienz: Erstmals aufgeführt wurde das Werk 1846 im Lagerbestand, der von Vincente Lopéz verfasst wurde; damals gezeigt wurde es im  Königlichen Palast Vista Alegre in Carabanchel nahe Madrid. 1832 wurde das Gemälde von der Königin Maria Christina erworben, von der es 1846 in den Besitz ihrer Töchter und 1858 ihrer jüngeren Tochter, der Infantin Luisa Fernanda und ihres Mannes Prinz Antoine d’Orléans, duc de Montpensier überging, deren Besitz wiederum das Gebäude Vista Alegre war. Dies kaufte 1859 der Geschäftsmann Don José de Salamanca; das Inventar und die Gemälde überführte das Paar daraufhin in den San-Telmo-Palast in Sevilla, aufgeführt in einem Bestandskatalog von 1866. Dort befand es sich von 1859 bis 1897. Prinz Antoine d’Orleans bewahrte es 1897–1922 in Sanlúcar de Barrameda auf. Der Pariser Kunsthändler Paul Durand-Ruel erwarb es am 27. Januar 1911; am 17. Oktober 1912 ging es an Durand-Ruels Filiale in New York City. Der Investmentbanker, Kunstsammler und Philanthrop Arthur Sachs (1880–1975) erwarb es am 6. April 1923 in Paris. Bei einer Auktion bei Sotheby’s in London erwarb es für 170.000 Pfund  Ovsievski für die Sammlung Thyssen-Bornemisza in Lugano; seit 1992 befindet es sich im  Museo Thyssen-Bornemisza überließ.

## Rezeption
Die Kunsthistorikerin Elsbeth Wiemann (1989) urteilte: „Die unprätentiöse Haltung des mit einem Arbeitskittel bekleideten Malers betont den ausgesprochen privaten Charakter des Bildes, in dem Goya seine Sympathie für den Dargestellten unverhohlen ausspricht. Obwohl kaum mehr als eine rasch hingeworfene Skizze, besticht das Werk durch den meisterhaften Einsatz der Mittel. Die flüchtige, skizzierende Malweise und die luministischen Effekte verleihen dem Bildnis eine ganz eigene, nahezu impressionistisch anmutende Note.“